# ランディ・フォイ
ランディ・フォイ（Randy Foye, 1983年9月24日 - ）は、アメリカ合衆国・ニュージャージー州ニューアーク出身の元プロバスケットボール選手。NBAのロサンゼルス・クリッパーズなどに所属していた。身長193cm、体重98kg。現役時代のポジションはポイントガード・シューティングガード。

## 経歴
早くから父親と母親を失い、幼少期は母方の祖母に育てられた。イーストサイド高校を卒業した後、ビラノバ大学に4年間在籍し主力選手として活躍した。1年目から平均二桁得点を残し、4年目には平均20.5得点まで伸ばした。アラン・レイ、カイル・ラウリーらと共にプレイし、チームを2度スウィート・シックスティーンへ導いた。大学卒業後、2006年のNBAドラフトの全体7位でボストン・セルティックスから指名を受けるも、直後にミネソタ・ティンバーウルブズへ放出された。1年目の2006-07シーズンは、主にマイク・ジェームズの控えとしてベンチから出場だったが、全試合出場した。
2007-08シーズンは故障の影響で39試合しか出場できなかったが、翌2008-09シーズンは、出場した70試合中61試合に先発出場し、平均16.3得点を記録した。
2009年6月23日にオレクシー・ペチェロフ、ダリュス・ソンガイラ、ドラフト1巡目指名権とのトレードで、マイク・ミラーと共にワシントン・ウィザーズへ移籍した。
2010年7月8日にロサンゼルス・クリッパーズへ移籍した。
2012年7月25日にユタ・ジャズとの契約に合意した。
2013年7月10日に3チームが絡むトレードでデンバー・ナゲッツへ移籍した。
2015年12月23日のフェニックス・サンズ戦でシーズンハイとなる31得点を記録し、チームは104-96で勝利した。
2016年2月18日にD・J・オーガスティン、スティーブ・ノヴァック、2つのドラフト2巡目指名権、金銭とのトレードで、オクラホマシティ・サンダーへ移籍した。
7月14日にブルックリン・ネッツとの契約に合意したが、右ハムストリングの怪我によりシーズン最初の6試合を欠場した。12月26日のシャーロット・ホーネッツ戦で決勝ブザービーターとなる3ポイントシュートを含む3得点、1リバウンド、2アシストを記録し、チームは120-118で辛勝した。

## 個人成績

### NBA

#### レギュラーシーズン
| シーズン | チーム | GP  | GS  | MPG  | FG%  | 3P%  | FT%  | RPG | APG | SPG | BPG | PPG  |
| -------- | ------ | --- | --- | ---- | ---- | ---- | ---- | --- | --- | --- | --- | ---- |
| 2006–07  | MIN    | 82* | 12  | 22.9 | .434 | .368 | .854 | 2.7 | 2.8 | .6  | .3  | 10.1 |
| 2007–08  | MIN    | 39  | 31  | 32.3 | .429 | .412 | .815 | 3.3 | 4.2 | .9  | .1  | 13.1 |
| 2008–09  | MIN    | 70  | 61  | 35.6 | .407 | .360 | .846 | 3.1 | 4.3 | 1.0 | .4  | 16.3 |
| 2009–10  | WAS    | 70  | 38  | 23.8 | .414 | .346 | .890 | 1.9 | 3.3 | .5  | .1  | 10.1 |
| 2010–11  | LAC    | 63  | 24  | 24.6 | .388 | .327 | .893 | 1.6 | 2.7 | .7  | .3  | 9.8  |
| 2011–12  | LAC    | 65  | 48  | 25.9 | .398 | .386 | .859 | 2.1 | 2.2 | .7  | .4  | 11.0 |
| 2012–13  | UTA    | 82* | 72  | 27.4 | .397 | .410 | .819 | 1.5 | 2.0 | .8  | .3  | 10.8 |
| 2013–14  | DEN    | 81  | 78  | 30.7 | .413 | .380 | .849 | 2.9 | 3.5 | .8  | .5  | 13.2 |
| 2014–15  | DEN    | 50  | 21  | 21.7 | .368 | .357 | .818 | 1.7 | 2.4 | .7  | .2  | 8.7  |
| 2015–16  | DEN    | 54  | 7   | 19.8 | .351 | .296 | .830 | 1.9 | 2.1 | .5  | .3  | 6.0  |
| 2015–16  | OKC    | 27  | 1   | 21.2 | .349 | .309 | .815 | 1.9 | 1.8 | .5  | .5  | 5.6  |
| 2016–17  | BKN    | 69  | 40  | 18.6 | .363 | .330 | .857 | 2.2 | 2.0 | .5  | .1  | 5.2  |
| 通算     | 通算   | 752 | 433 | 25.6 | .401 | .366 | .852 | 2.2 | 2.8 | .7  | .3  | 10.3 |

#### プレーオフ
| シーズン | チーム | GP | GS | MPG  | FG%  | 3P%  | FT%   | RPG | APG | SPG | BPG | PPG |
| -------- | ------ | -- | -- | ---- | ---- | ---- | ----- | --- | --- | --- | --- | --- |
| 2012     | LAC    | 11 | 11 | 26.5 | .392 | .438 | .846  | 2.0 | 1.5 | .5  | .3  | 7.5 |
| 2016     | OKC    | 16 | 0  | 11.9 | .341 | .308 | 1.000 | 1.3 | .8  | .1  | .2  | 2.5 |
| 通算     | 通算   | 27 | 11 | 17.8 | .374 | .379 | .882  | 1.6 | 1.1 | .3  | .2  | 4.6 |

## 代表歴
2005年、クレイグ・スミスらと共にユニバーシアード代表に選出され出場、平均12.6得点を挙げ金メダルを獲得した。

## その他
- 7歳の時に、内臓が左右逆（全臓器反転症）だったことが分かった。
- 胸に母親の顔の入れ墨を彫っている。